# Лижні перегони на зимових Олімпійських іграх 2010 — командний спринт вільним стилем (жінки)
Змагання з лижного командного спринту серед жінок на Зимовій Олімпіаді 2010 відбулися 22 лютого 2010 в Олімпійському парку Вістлера.

## Результати

### Півфінали
| Місце | Забіг | Стартовий номер | Країна    | Лижниці                             | Час     | Примітки |
| ----- | ----- | --------------- | --------- | ----------------------------------- | ------- | -------- |
| 1     | 1     | 6               | Франція   | Карін Лоран Філіппо Лор Бартелемі   | 18:42.2 | Q        |
| 2     | 1     | 1               | Італія    | Маґда Ґенюїн Аріанна Фолліс         | 18:43.0 | Q        |
| 3     | 1     | 3               | Німеччина | Еві Захенбахер-Штеле Клаудія Нюстад | 18:43.5 | Q        |
| 4     | 1     | 8               | Польща    | Корнелія Марек Сильвія Яшковець     | 18:44.1 | q        |
| 5     | 1     | 4               | Росія     | Ірина Хазова Наталія Коростельва    | 18:48.0 | q        |
| 6     | 1     | 2               | Фінляндія | Рійтта-Лійса Ропонен Ріїкка Сарасоя | 18:53.8 | q        |
| 7     | 1     | 5               | Японія    | Фукуда Нобуко Нацумі Мадока         | 19:51.7 |          |
| 8     | 1     | 9               | Україна   | Катерина Григоренко Марина Анцибор  | 19:55.6 |          |
| 9     | 1     | 7               | Швейцарія | Беттіна Грубер Сільвана Бухер       | 20:04.6 |          |
| 1     | 2     | 12              | Швеція    | Шарлотта Калла Анна Хоґ             | 18:35.9 | Q        |
| 2     | 2     | 11              | Норвегія  | Астрід Якобсен Селін Брун-Лі        | 18:47.2 | Q        |
| 3     | 2     | 16              | США       | Кайтлін Комптон Кіккан Рендолл      | 18:48.9 | Q        |
| 4     | 2     | 14              | Канада    | Дарія Гаязова Сара Реннер           | 18:54.9 | q        |
| 5     | 2     | 10              | Словенія  | Катя Віснар Весна Фаб'ян            | 18:58.9 |          |
| 6     | 2     | 15              | Казахстан | Оксана Яцька Олена Коломіна         | 19:33.6 |          |
| 7     | 2     | 17              | Білорусь  | Катерина Рудакова Ольга Васильонок  | 19:52.3 |          |
| 8     | 2     | 13              | Естонія   | Трійн Оясте Кайя Удрас              | 20:02.2 |          |
| 9     | 2     | 18              | КНР       | Мань Даньдань Лі Хонсюе             | 20:02.7 |          |

### Фінал
| Місце  | Стартовий номер | Країна    | Лижниця                             | Час     | Відставання |
| ------ | --------------- | --------- | ----------------------------------- | ------- | ----------- |
| Золото | 3               | Німеччина | Еві Захенбахер-Штеле Клаудія Нюстад | 18:03.7 | +0.0        |
| Срібло | 12              | Швеція    | Шарлотта Калла Анна Хоґ             | 18:04.3 | +0.6        |
| Бронза | 4               | Росія     | Ірина Хазова Наталія Коростельова   | 18:07.7 | +4.0        |
| 4      | 1               | Італія    | Маґда Ґенюїн Аріанна Фолліс         | 18:14.2 | +10.5       |
| 5      | 11              | Норвегія  | Астрід Якобсен Селіне Брун-Лі       | 18:32.8 | +29.1       |
| 6      | 16              | США       | Кейтлін Комптон Кіккан Рендолл      | 18:51.6 | +47.9       |
| 7      | 14              | Канада    | Дарія Гаязова Сара Реннер           | 18:51.8 | +48.1       |
| 8      | 2               | Фінляндія | Ріїтта-Ліїса Ропонен Ріїкка Сарасоя | 18:56.6 | +52.9       |
| 9      | 8               | Польща    | Корнелія Марек Сильвія Яшковець     | 18:59.1 | +55.4       |
| 10     | 6               | Франція   | Карін Лоран Філіппо Лор Бартелемі   | 19:04.2 | +1:00.5     |